# Рабишко езеро
Рабишкото езеро е най-голямото по площ вътрешно езеро в България и 7мо измежду всички езера в страната.
Разположено е в Област Видин между селата Толовица, община Макреш и Рабиша, община Белоградчик, в западния край на Предбалкана, в североизточното подножие на Рабишката могила. Площта му е 3,25 км², дължината – до 1,4 км, а дълбочината му достига 10 – 15 метра. Пълен обем – 43,2 млн. куб. м.
При разместването на земните пластове се оформя локална котловина, дъното на която впоследствие се запълва със значително количество вода. Изключително рядко срещана природна аномалия. Има тектонски произход, до неотдавна е считано за карстово езеро. Езерото почти няма водосборен басейн и е безотточно.
В представите и вярванията на средновековния българин водата би трябвало винаги да е в движение. Народът мислел, че в планините има огромни кухини (подземни пещери), пълни с вода. Тази вода по подземни пътища се показва и изтича на някое място, наречено врело. Във водите живеят самодивите, халите и дяволите. Много от природните явления, които не са могли да си обяснят, хората са ги свързвали с легендарни хора, животни и свръхсили.
При геоложки сондажи е установено, че езерното дъно е постлано с водонепропускливи редуващи се от долу нагоре мергели, пясъчници и глини, покрити най-отгоре със съвременна тиня. Официално е доказано, че езерото е безотточно и събраните в него води не се оттичат по естествен път към околните равнини и долини.
В миналото обаче населението е смятало езерото за бездънно и че то, както извира, така и изтича. Извирането му е доказвано от вкуса и цвета на водата: вкусът е сладък, без никакъв дъх, а цветът – бистър. Колкото за изтичането, хората са били уверени, че врелата (изворите) над селата Рабиша и Бела водят своето начало от езерото. Рабишкото врело е само на 0,5 километър от езерото, на по-ниско надморско ниво от езерото и е съвсем логично да се свърже буйният карстов извор с езерото.
Включено е в Рабишката напоителна система като водохранилище, което събира водите на реките Видбол и Арчар. От западния му край е издигната язовирна стена (висока 12,85 м), което превръща естественото езеро в язовир. Стопанисва се от „Напоителни системи“ ЕАД, клон „Мизия“, Враца.
Езерото предлага идеални условия за плуване. Привлекателни обекти: за лов – водни птици, за риболов – шаран, толстолоб, бял амур, щука, сом.